# Silbenzählung
Der Begriff silbenzählend hat mehrere Bedeutungen innerhalb der Linguistik:
- Typologisierung: Für eine silbenzählende Sprache ist ein isochroner Rhythmus charakteristisch, - also eine regelmäßige zeitliche Abfolge der Silben.
- Die Akzentologie versteht als silbenzählenden Sprache eine Sprache, bei der die Position des Wortakzents sich aus der Zählung der Silben vom Wortende oder vom Wortanfang aus ergibt und regelmäßig vorhersagbar ist. Zum Teil betreffen die Akzentregeln nicht nur einzelne Wörter, sondern ganze Syntagmen (eine Gruppe syntaktisch zusammengehörender Wörter).
- Als silbenzählendes Versprinzip wird in der Verslehre ein metrisches Prinzip bezeichnet, bei dem die Anzahl von Silben des Verses maßgeblich ist.

## Beispiele
- Metrische Silbenzählung:
  - Das finnische Kalevala-Epos besteht ausschließlich aus achtsilbigen Versen.
- Akzentologisch geprägte silbenzählende Sprache 
  - Viele Sprachen haben den Akzent auf der ersten Silbe, auf der letzten Silbe oder der vorletzten Silbe.
    - erste Silbe: Ungarisch, Finnisch
    - letzte Silbe: Französisch
    - vorletzte Silbe: Polnisch

  - gemischte Systeme sind ebenfalls häufig:
    - der Akzentsitz ergibt sich je nach Form- oder Wortkategorie
      - Neupersisch: Akzent auf der letzten oder vorletzten Silbe

    - der Akzent hängt von lautlichen Gegebenheiten ab
      - Im Armenischen liegt der Akzent immer auf der letzten Silbe, wenn diese nicht den Vokal „e“ enthält; in diesem Fall rückt der Akzent auf die vorletzte Silbe (anún „Name“ vs. anúnes „mein Name“)

  - die Akzentregel hängt von der Anzahl der Silben eines Wortes ab
    - Im Georgischen sitzt der Akzent bei zweisilbigen Worten auf der vorletzten und bei mehr als zwei Silben auf der drittletzten Silbe.

  - Syntagmatische Anwendung der Akzentregel findet sich unter anderem im Tschechischen (Anfangsbetonung bei nád Labem „an der Elbe“).